# Тріангуляція (геометрія)
В геометрії, тріангуляція в найзагальнішому значенні — це розбиття геометричного об'єкта на симплекси. Наприклад, на площині це розбиття на трикутники, звідки й назва. Тріангуляція тривимірного об'єкта містить розбиття на тетраедри («піраміди» разноманітних форм та розмірів), що мають спільні елементи.
Різні розділи геометрії використовують дещо відміні визначення цього терміна.
Тріангуляція T простору {\displaystyle \mathbb {R} ^{n+1}} — це підрозбиття {\displaystyle \mathbb {R} ^{n+1}} на (n + 1)-вимірні симплекс такі що:
1. будь-які два симплекси в T перетинаються в спільній грані ребру чи вершині, або взагалі не перетинаються;
2. будь-яка обмежена множина в {\displaystyle \mathbb {R} ^{n+1}} перетинає скінченну кількість симплексів з T.

- Тріангуляція множини точок, тобто, тріангуляція дискретної множини точок {\displaystyle P\subset \mathbb {R} ^{n+1}} — це розбиття опуклої оболонки точок на симплекси так, що виконується перша умова з попереднього означення та множина точок, що є вершинами симплексів розбиття збігається з {\displaystyle P}. Тріангуляція Делоне є найвідомішим видом тріангуляції множини точок.

- Тріангуляція многокутника — це розбиття многокутника на трикутники, що мають спільні ребра з умовою, що множина вершин трикутників збігається з множиною вершин многокутника. Тріангуляція многокутників є основою багатьох важливих геометричних алгоритмів, наприклад просте рішення задачі галереї мистецтв. Гранична тріангуляція Делоне — це адаптація тріангуляції Делоне від множин точок до многокутників, у загальнішому — до  планарних графів.

- Тріангуляція поверхні — це мережа трикутників, яка покриває задану поверхню частково чи повністю.

- У методі скінченних елементів тріангуляція використовується як сітка, що є основою для подальших обчислень. В такому разі, трикутники повинні утворювати множину в області визначення функції. Для того щоб бути придатними для обчислення, тріангуляція має мати у кожному випадку різні типи трикутників, що залежать від критеріїв звичайно-елементного моделювання. Наприклад, деякі методі потребують гострокутні чи прямокутні трикутники, що формують сітку без тупих кутів. Відомі багато методів з використанням ґраток, що містять уточнення Делоне, наприклад другий алгоритм Чу та алгоритм Руперта.

- В більш загальних топологічних просторах, тріангуляція — це розбиття на простіші комплекси, що гомеоморфні простору.

## Узагальнення
Концепція тріангуляції також може бути узагальнена як розбиття на форми, пов'язані з трикутниками. Псевдотріангуляція множини точок — це розбиття опуклої оболонки точок на псевдотрикутники, багатокутники, що як і трикутники мають рівно три опуклі вершини. Як і множина вершин тріангуляції, множина вершин псевдотріангуляції зобов'язана мати точки на заданих точках входу.